# Apol·loni (cràter)

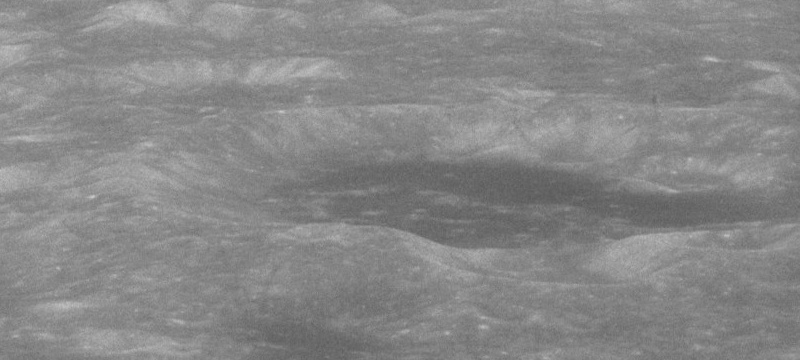
Fotografia de la missió Apol·lo 11

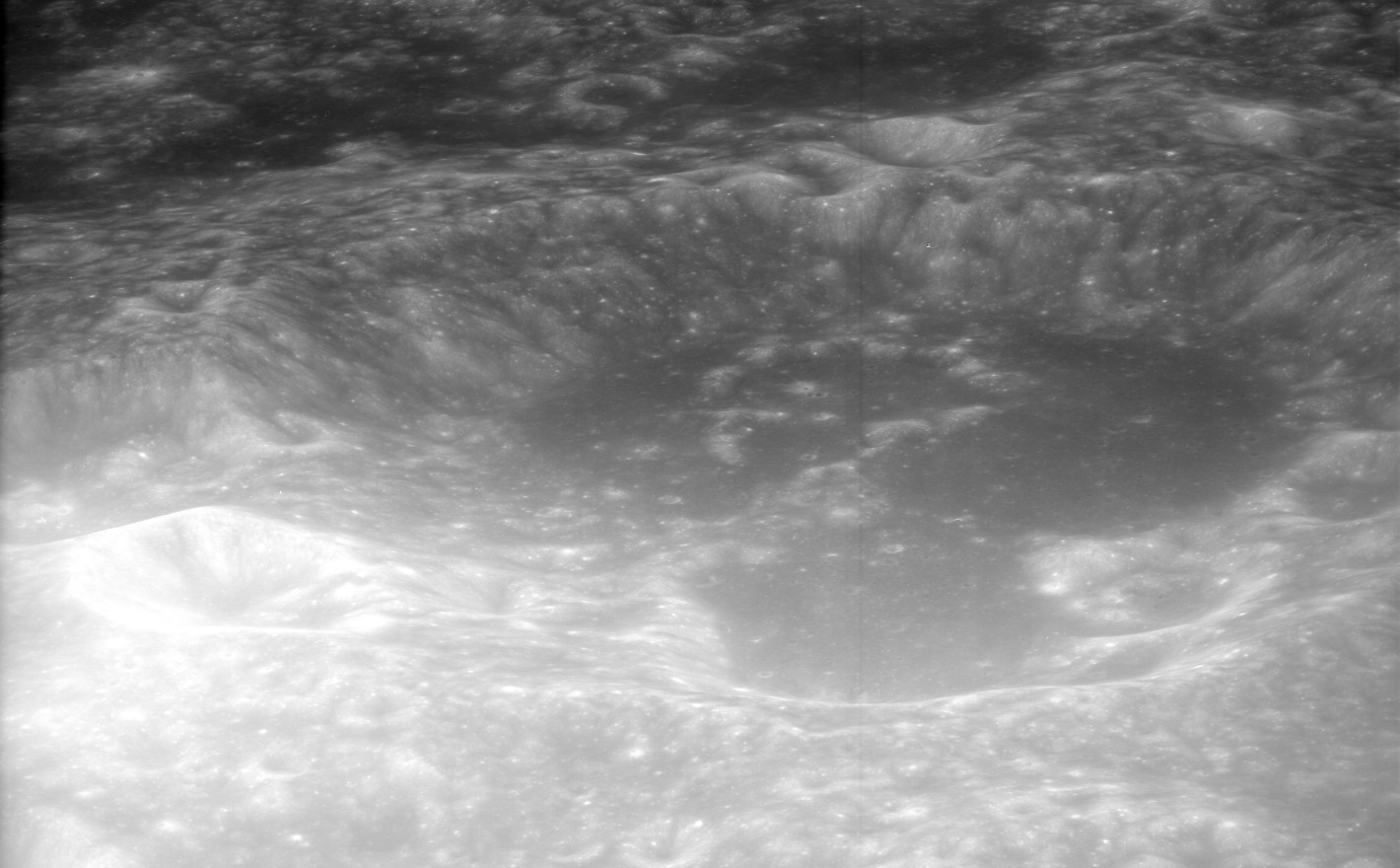
Vista obliqua des de l'Apol·lo 17

Apol·loni és un cràter d'impacte lunar situat prop de l'extremitat oriental de la Lluna. Es troba en la Mare Fecunditatis, a la regió de les terres altes a l'oest de la Mare Undarum i al nord-est del Sinus Successus, al sud-oest del cràter Firmicus, i al nord de Condon.
La vora externa d'Apol·loni, lleugerament desgastada, està coberta per un parell de cràters petits (incloent a Apol·loni I) a través de la paret occidental. El sòl interior gairebé pla recobert per la lava té una albedo baixa. Manca d'un pic central o petits cràters notables en la part inferior.

## Cràters satèl·lit
Per convenció aquests elements són identificats en els mapes lunars posant la lletra en el costat del punt mitjà del cràter que està més prop d'Apol·loni.
|           | \| Apol·loni \| Coordenades \| Diàmetre \| \| --------- \| ---------------------------------- \| -------- \| \| A \| 4° 48′ N, 56° 48′ E / 4.8°N,56.8°E \| 24 km \| \| B \| 5° 42′ N, 57° 36′ E / 5.7°N,57.6°E \| 32 km \| \| E \| 4° 24′ N, 61° 54′ E / 4.4°N,61.9°E \| 16 km \| \| F \| 5° 36′ N, 60° 00′ E / 5.6°N,60.0°E \| 16 km \| \| H \| 3° 24′ N, 59° 36′ E / 3.4°N,59.6°E \| 20 km \| \| J \| 4° 36′ N, 57° 30′ E / 4.6°N,57.5°E \| 12 km \| \| L \| 6° 30′ N, 54° 36′ E / 6.5°N,54.6°E \| 9 km \| \| M \| 4° 48′ N, 61° 54′ E / 4.8°N,61.9°E \| 10 km \| \| N \| 4° 48′ N, 64° 06′ E / 4.8°N,64.1°E \| 9 km \| \| S \| 1° 06′ N, 62° 36′ E / 1.1°N,62.6°E \| 15 km \| \| U \| 4° 54′ N, 59° 54′ E / 4.9°N,59.9°E \| 7 km \| \| V \| 4° 24′ N, 58° 12′ E / 4.4°N,58.2°E \| 16 km \| \| X \| 7° 00′ N, 58° 06′ E / 7.0°N,58.1°E \| 31 km \| \| Y \| 4° 54′ N, 62° 36′ E / 4.9°N,62.6°E \| 10 km \| |          |
| Apol·loni | Coordenades | Diàmetre |
| A         | 4° 48′ N, 56° 48′ E / 4.8°N,56.8°E | 24 km    |
| B         | 5° 42′ N, 57° 36′ E / 5.7°N,57.6°E | 32 km    |
| E         | 4° 24′ N, 61° 54′ E / 4.4°N,61.9°E | 16 km    |
| F         | 5° 36′ N, 60° 00′ E / 5.6°N,60.0°E | 16 km    |
| H         | 3° 24′ N, 59° 36′ E / 3.4°N,59.6°E | 20 km    |
| J         | 4° 36′ N, 57° 30′ E / 4.6°N,57.5°E | 12 km    |
| L         | 6° 30′ N, 54° 36′ E / 6.5°N,54.6°E | 9 km     |
| M         | 4° 48′ N, 61° 54′ E / 4.8°N,61.9°E | 10 km    |
| N         | 4° 48′ N, 64° 06′ E / 4.8°N,64.1°E | 9 km     |
| S         | 1° 06′ N, 62° 36′ E / 1.1°N,62.6°E | 15 km    |
| U         | 4° 54′ N, 59° 54′ E / 4.9°N,59.9°E | 7 km     |
| V         | 4° 24′ N, 58° 12′ E / 4.4°N,58.2°E | 16 km    |
| X         | 7° 00′ N, 58° 06′ E / 7.0°N,58.1°E | 31 km    |
| Y         | 4° 54′ N, 62° 36′ E / 4.9°N,62.6°E | 10 km    |

## Cràters reanomenats

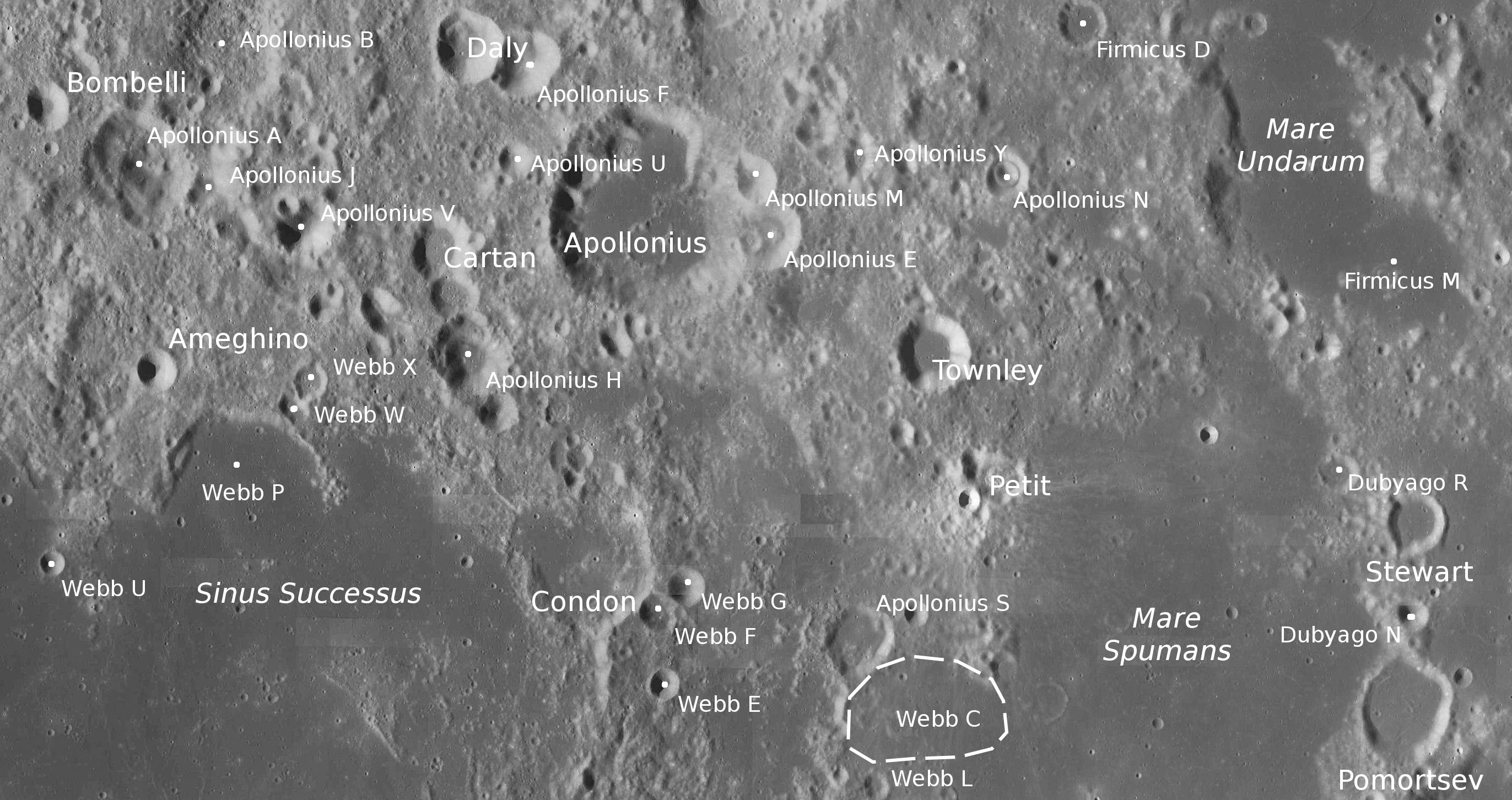
Fotografia de la missió Lunar Reconnaissance Orbiter

Els següents cràters han estat canviats de nom per la UAI:
- Apol·loni C — Vegeu Ameghino (cràter).
- Apol·loni D — Vegeu Cartan (cràter).
- Apol·loni G — Vegeu Townley (cràter).
- Apol·loni K — Vegeu Abbot (cràter).
- Apol·loni P — Vegeu Daly (cràter).
- Apol·loni T — Vegeu Bombelli (cràter).
- Apol·loni W — Vegeu Petit (cràter).